# Цзюйцюй Менсюнь
Цзюйцюй Менсюнь (кит. трад.: 沮渠蒙遜; піньїнь: Juqu Mengxun; 368-433) — другий імператор Північної Лян періоду Шістнадцяти держав.

## Життєпис
397 року, після заворушень проти Пізньої Лян Цзюйцюй Менсюнь разом зі своїм братом Цзюйцюй Наньченом підтримали Дуань Є та фактично зробили його правителем окремого володіння — Північної Лян. Втім уже 401 року Цзюйцюй Менсюнь підбурив повстання проти Дуань Є, вбивши його та зайнявши трон.
Незважаючи на те, що він був повновладним володарем на своїх землях, номінально Цзюйцюй Менсюнь був васалом Пізньої Цінь, Цзінь і Північної Вей. В молодості був гарним правителем, але з віком ставав дедалі більш жорстоким і свавільним.
433 року Цзюйцюй Менсюнь захворів і призначив своїм спадкоємцем Цзюйцюй Муцзяня, свого сина.

## Девізи правління
- Юнань (永安) 401-412
- Сюаньші (玄始) 412-428
- Ченсюань (承玄) 428-430
- Іхе (義和) 430-433